# Waldschlösschen (Schiff, 1863)
Der Raddampfer Waldschlösschen wurde 1863 in der Schiffswerft Blasewitz aus angelieferten Teilen gebaut. Hersteller der Schiffsteile war die Schweizer Maschinenbauanstalt Escher Wyss & Co. in Zürich.

## Die Zeit bis 1867
Das Schiff wurde als Schraubendampfer gebaut. Benannt wurde es nach dem Dresdner Waldschlösschen. Nach seiner Indienststellung 1864 fuhr der Glattdeckdampfer auf der Elbe für die „Vereinigte Sächsisch-Böhmische Dampfschiffahrt“, die im März 1867 in die „Sächsisch-Böhmische Dampfschiffahrts-Gesellschaft“ (SBDG) umgewandelt wurde. 1864/65 wurde es zum Seitenraddampfer umgebaut.
Um es dem Zugriff des Königreiches Preußen zu entziehen, wurde das Schiff im Mai 1866 im Vorfeld des Preußisch-Österreichischen Kriegs nach Theresienstadt verlegt und erst nach Kriegsende im August 1866 wieder nach Dresden verlegt.
1867 wurde es an die Magdeburger „Lust–Dampfschiffahrts–Gesellschaft“ verkauft.

## Die Zeit nach dem Verkauf
In Magdeburg kam das Schiff unter dem Namen Fürst Bismarck zum Einsatz. 1882 kaufte die „Kette, Deutsche Elbschiffahrts-Gesellschaft“ das Schiff. Eingesetzt wurde es unter dem Namen Herrenkrug auf der Strecke Buckau – Altstadt (Magdeburg) – Herrenkrug. 1887 wurde das Schiff außer Dienst gestellt und abgewrackt.

## Die Dampfmaschine
Die Dampfmaschine, wie auch der Ein-Flammrohr-Kofferkessel, wurden von der Schweizer Maschinenbauanstalt Escher Wyss & Co. in Zürich gebaut. Es handelte sich um eine stehende Hochdruck-Zweizylinder-Zwillings-Dampfmaschine mit einer Leistung von 55 PS. Als Antrieb diente im ersten Jahr eine Schraube.

## Kapitäne des Schiffes
- Carl August Russmann 1864
- W. Tobias 1865
- Bieberstein 1866